# هاشم علی
هاشم علی (زادهٔ ۱۷ اوت ۲۰۰۰) بازیکن فوتبال است.
از باشگاه‌هایی که در آن بازی کرده‌است می‌توان به باشگاه ورزشی السد اشاره کرد.
وی همچنین در تیم ملی فوتبال زیر ۲۳ سال قطر بازی کرده‌است.